# Nialdo Neves de Oliveira Bastos
Nialdo Neves de Oliveira Bastos GOMM (Aquidauana, 30 de junho de 1934 — Campinas, 21 de janeiro de 2021) foi um general-de-divisão do Exército Brasileiro.

## Biografia
Ingressou na carreira militar em 1 de março de 1950, na Escola Preparatória de São Paulo, seguindo depois para a Academia Militar das Agulhas Negras, onde graduou-se aspirante-a-oficial de artilharia em 15 de fevereiro de 1955.
Foi promovido a segundo tenente em 25 de setembro de 1955, a primeiro tenente em 25 de dezembro de 1957 e a capitão em 25 de dezembro de 1960. Foi instrutor da Academia Militar das Agulhas Negras e da Escola de Aperfeiçoamento de Oficiais.
Ascendeu ao posto de major em 25 de dezembro de 1968 e em 1969, foi o primeiro colocado de sua turma na Escola de Comando e Estado-Maior do Exército, recebendo por isso a medalha Marechal Hermes de prata dourada com uma coroa. Posteriormente, foi instrutor dessa Escola e oficial do Gabinete do Ministro do Exército, sendo promovido a tenente-coronel em 31 de agosto de 1975 e a coronel em 25 de dezembro de 1980.
Comandou a Escola Preparatória de Cadetes do Exército, entre 18 de julho de 1981 e 21 de fevereiro de 1983. Depois do Comando, retornou ao Gabinete do Ministro do Exército. Entre 1985 e 1987, foi Adido Militar em Portugal.
Promovido a general de brigada em 25 de novembro de 1987, foi Chefe do Estado-Maior do Comando Militar do Nordeste, comandante da 1ª Brigada de Artilharia Antiaérea e Chefe do Centro de Comunicação Social do Exército, no período de 30 de abril de 1990 a 27 de abril de 1992.
Em 31 de março de 1992, atingiu o posto de general de divisão, sendo Comandante da 1ª Região Militar entre 5 de maio de 1992 e 29 de abril de 1993. Admitido à Ordem do Mérito Militar, Nialdo foi promovido em julho de 1992 ao grau de Grande-Oficial.
Em seguida, comandou a 2ª Divisão de Exército entre 7 de maio de 1993 e 4 de maio de 1995. Sua última função no serviço ativo foi a de Vice-Chefe do Departamento de Ensino e Pesquisa, no Rio de Janeiro.
Transferido para a reserva em 1997, viveu em Campinas até o seu falecimento. 